# Bohumil Bydžovský
Bohumil Bydžovský (14. března 1880 Duchcov – 6. května 1969 Jindřichův Hradec) byl přední český matematik, manžel historičky a překladatelky Marie Bydžovské-Komínkové.

## Život
Bohumil Bydžovský vystudoval akademické gymnázium v Praze, kde v roce 1898 s vyznamenáním maturoval. Od následujícího školního roku byl přijat na Filozofickou fakultu Karlo-Ferdinandovy univerzity ke studiu matematiky a fyziky. V prvních letech se vedle studia zmíněných dvou předmětů věnoval i svým zálibám, a to filozofii a literatuře. Na vysoké škole byl žákem profesora Eduarda Weyra, který v něm vzbudil zájem o geometrii a při obhajobě své disertační práce a doktorských zkouškách se setkal i s profesorem Karlem Petrem. Vysokoškolská studia ukončil v roce 1902. O rok později, v listopadu 1903, byl promován doktorem filozofie.
Následovalo období, kdy Bohumil Bydžovský působil jako středoškolský učitel. V roce 1903 se stal učitelem na střední škole v Kutné Hoře, poté na reálkách v Praze 3 a v Kladně (1905). V letech 1907–1910 byl profesorem na reálce v Praze-Karlíně. V roce 1909 se habilitoval pro matematiku na univerzitě a v roce 1910 začal suplovat přednášky na České vysoké škole technické v Praze. V roce 1911 mu byla habilitace rozšířena i na techniku, kde přednášel až do roku 1917. V tomto roce byl totiž jmenován titulárním profesorem matematiky na univerzitě. Po dvou letech přišlo jmenování mimořádným profesorem (1919) a v roce 1920 pak profesura řádná. Své působení na univerzitě přerušil po 1. světové válce, kdy rok pracoval jako tajemník na ministerstvu školství a národní osvěty.
Po rozdělení filozofické fakulty na filozofickou a přírodovědeckou fakultu byl ve studijním roce 1930–31 jmenován děkanem Přírodovědecké fakulty Karlovy univerzity. V roce 1946 byl jednomyslně zvolen rektorem. Když v roce 1948 odstoupil z funkce rektora profesor K. Engliš, byl Bohumil Bydžovský zvolen na jeho místo a řídil průběh oslav 600 let trvání univerzity. V roce 1955 odešel Bohumil Bydžovský na trvalý odpočinek.
Jako vědecký pracovník v oblasti matematiky byl Bohumil Bydžovský členem mnoha vědeckých spolků. Od roku 1919 byl dopisujícím členem České akademie věd a umění, roku 1929 byl zvolen řádným členem Královské české společnosti nauk, v roce 1949 byl zvolen předsedou Československé národní rady badatelské. V roce 1952 se stal jako jeden z prvních řádným členem Akademie věd.
Zemřel roku 1969 v Jindřichově Hradci. Byl pohřben na Olšanských hřbitovech, spolu se svou manželkou.

## Dílo
Bydžovský pracoval zejména v oblasti algebry a algebraické geometrie. Mezi jeho nejvýznamnější práce patří ty, které se věnují teorii nekonečných grup, teorii matic a determinantů a teorii konfigurací. Zabýval se rovněž historií geometrie. Byl autorem vysokoškolských učebnic analytické geometrie a teorie determinantů a matic a také napsal několik učebnic aritmetiky pro vyšší třídy středních škol (spolupracoval s Janem Vojtěchem). Velkou pozornost věnoval Bydžovský i otázkám školské reformy.